# 勒氏蘇彝士隆頭魚
勒氏蘇彝士隆頭魚，為輻鰭魚綱鱸形目隆頭魚亞目隆頭魚科的其中一種，分布於西印度洋的紅海北部海域，體長可達7.5公分，棲息在底層海域，生活習性不明。

## 擴展閱讀
維基物種上的相關：勒氏蘇彝士隆頭魚